# コンスタンティン・カツェフ
コンスタンティン・ヴァンジェロヴィッチ・カツェフ（露: Константин Вангелович Качев、Konstantin Vangelovich Kacev、1967年 - ）、はロシアの画家。

## 経歴
1967年、当時はソ連だったウズベキスタンのタシケントに生まれる。1983年から家族とともに北マケドニアのスコピエに移住。
1986年、中等学校で応用美術を修める。スコピエの美術美学校にて絵画や修復の技法について学び、1996年に卒業。
その後カツェフはフリーランスの壁画修復師として国の文化財保存協会に勤務した。ここでの任務は彼にとって技術を磨き優れたアーティストへ成長する機会となった。
長らく無名の画家であったが、90年代以降、徐々に知られてきている。1999年に北マケドニア中で作品の展示を行った。
2005年、パリやニューヨークで個展を数回開催。
生活の上でも仕事の上でもスコピエを拠点にし続けている。

## 作風
実在する現代の風景を、シュルレアリスムを用いて描くことを特徴とする。